# Dobrica Ćosić

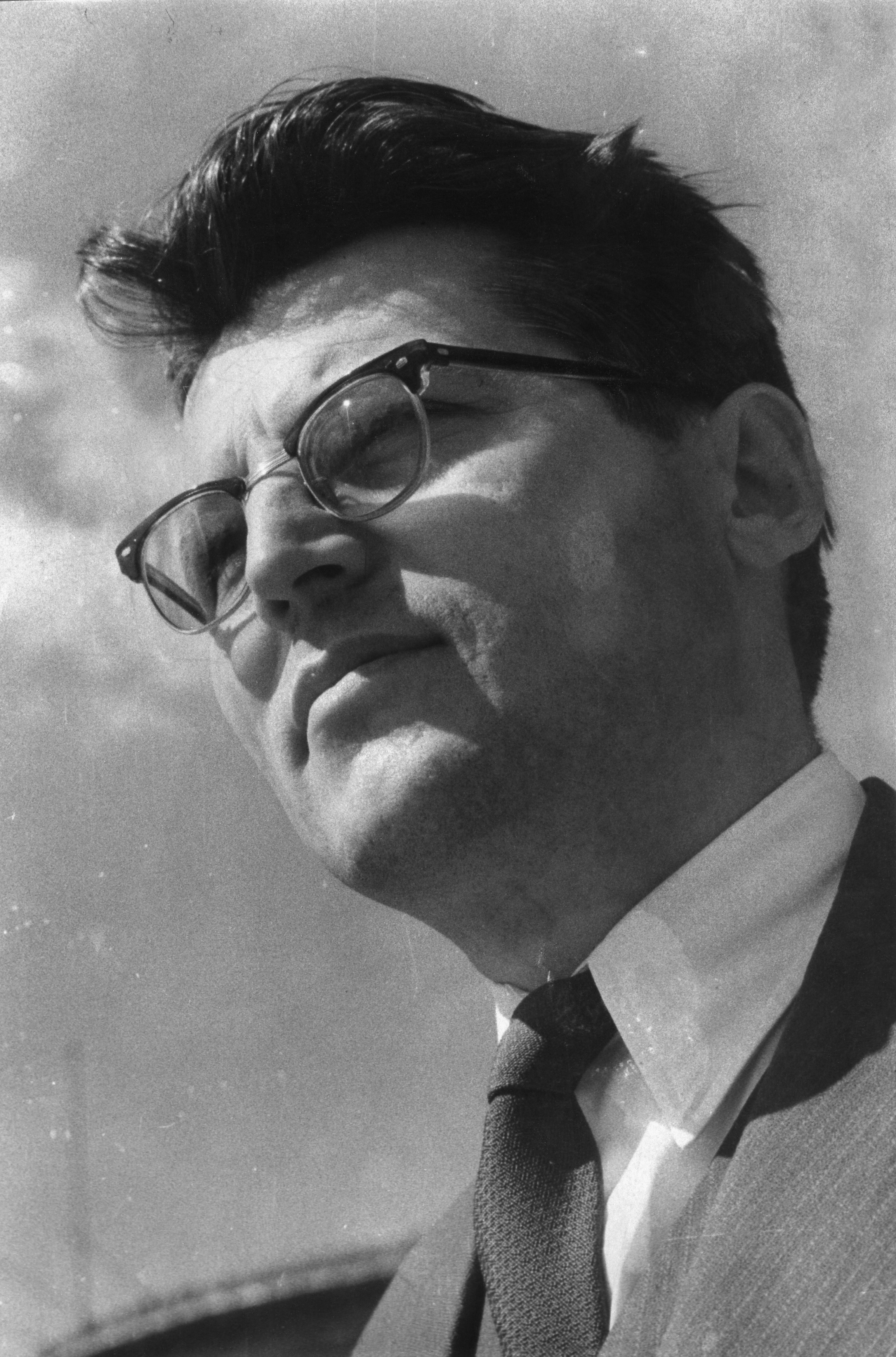
Dobrica Ćosić (1961)

Dobrica Ćosić [ˈdɔbritsa ˈtɕɔsitɕ] (serbisch-kyrill. Добрица Ћосић; * 29. Dezember 1921 in Velika Drenova, Königreich der Serben, Kroaten und Slowenen; † 18. Mai 2014 in Belgrad) war ein serbischer Schriftsteller und 1992/1993 Präsident der Bundesrepublik Jugoslawien.

## Karriere
Im Sommer 1953 weist Ćosić als Erster öffentlich auf die Zustände in Goli Otok hin. Auf der Insel wurden moskautreue Kommunisten, wie der Serbe Sreten Žujović und der Kroate Andrija Hebrang misshandelt und politisch umerzogen. 1968, zur Regierungszeit Titos, vertrat Ćosić erstmals öffentlich die Meinung, dass vor allem die im Kosovo lebenden Serben durch andere Völker des damaligen „Vielvölkerstaates“ Jugoslawiens, namentlich die Albaner, unterdrückt würden und eine wichtigere Rolle spielen sollten. Direkt zu seinem Ausschluss führte eine Rede vor dem serbischen ZK, welche bei einer erneuten Veröffentlichung 1977 Anklang in intellektuellen Kreisen fand. Diese Haltung wurde vom Bund der Kommunisten Jugoslawiens nicht geduldet. Ćosić verlor alle Parteiämter und wurde wegen Chauvinismus aus der Partei ausgestoßen. Sein Ausschluss mindert seinen Einfluss nur geringfügig, da sich seine Schriftwerke weiter gut verkauften und Oppositionelle Gefallen an seinen Ideen fanden.
In der Folgezeit verfasste Ćosić eine große Zahl von Romanen und Novellen. Eine gewisse Popularität erlangte er in Serbien durch sein bekanntes Zitat, die Serben seien „Sieger im Krieg und Verlierer im Frieden“. Nach Titos Tod trat Ćosić als Verfechter einer „jugoslawischen Politik“ auf und wollte verhindern, dass Albaner im Kosovo einen eigenen Staat gründen. Unter Ćosićs Führung wurde das Komitee zur Verteidigung der Gedanken- und Ausdrucksfreiheit gegründet, welches von Verbaldeliktsanklagen Betroffene unterstützte, darunter mehr Nationalisten als Demokraten. Im Januar 1985 unterzeichneten 216 serbische Intellektuelle unter seiner Führung eine Petition, in der sie die Kosovo-Serben zu Opfern eines Genozids erklären. Zwar bestritt er eine Mitarbeit am SANU-Memorandum, das in Auszügen am 24. September 1986 in der Zeitung Večernje Novosti veröffentlicht wurde, verteidigte es jedoch als „anti-titoistisch“ und „pro-jugoslawisch“. Mit dem zweitgenannten Begriff begann er eine Umdeutung des Begriffs „Jugoslawien“, der in der serbischen Bevölkerung rasch aufgenommen wurde und später außenpolitisch für Verwirrungen sorgte. Zusammengefasst postuliert Ćosić wiederholt die Benachteiligung der Serben und fordert einen Staat für alle Serben.
Nach dem Zusammenbruch der SFR Jugoslawien wurde Ćosić zum Präsidenten der von Serbien und Montenegro gebildeten Bundesrepublik Jugoslawien gewählt. Dieses Amt hielt er etwa ein Jahr, vom 15. Juni 1992 bis zum 1. Juni 1993, inne. Sein Nachfolger wurde Zoran Lilić. Mit dem Ende der Jugoslawienkriege war Ćosićs Popularität deutlich gesunken.

## Werke

### Romane
- Die Sonne ist fern (Daleko je sunce), Volk und Welt, Berlin 1951.
- Der Herd wird verlöschen (Koreni), 1954

Seine Romane rezipieren eine mythologische Vergangenheit Serbiens. Charakteristiken sind die Sava, Drina, Katholizismus als Antagonismus, der gemeinsame Leidenskampf im Ersten und Zweiten Weltkrieg.